# 아이카와 지카
아이카와 지카(일본어: 藍川千佳, 1990년 3월 8일 ~ )는 일본의 모델이다.